# Gracia Ermelinda da Cunha
Gracia Ermelinda da Cunha Matos (Rio de Janeiro, 7 de març - Rio de Janeiro, 2 d'agost) va ser una filòsofa, assagista i periodista de Rio.

## Biografia
Juntament amb la seva germana Maria Eugênia da Cunha Matos, cinc anys més gran, va obtenir una educació completa i va aprendre diversos idiomes aviat. A partir de llavors va demostrar una saviesa diferenciada i va ser conegut enmig seu com a filòsofa. Els seus pares li van procurar una bona educació. Era filla del mariscal de camp portuguès Raimundo José da Cunha Matos, membre del Consell Suprem de Justícia Militar i de l'espanyola Maria Venância de Fontes Pereira de Mello.
El 1835 va començar a ajudar el seu pare com a secretària al seu despatx privat i dos anys després, amb el seu suport, va començar a col·laborar per al diari "Pharol do Império" a la impremta Commercial Fluminense, situada a la Rua dos Ourives. Allà va tenir l'oportunitat d'avançar una bona part del seu llibre de debut "Col·lecció de sentències dels filòsofs antics i moderns; i d'alguns adagis trivials, que s'utilitzen a la societat, oferts a les noies brasileres", publicat mesos després amb la mateixa tipografia. El llibre va tenir una bona repercussió i la impressió s'acabà poc temps després.
Gracia estava preparant una altra obra quan va patir una greu malaltia i va morir el 1838. El seu pare, disgustat, moriria l'any següent, el 23 de febrer de 1839.
El seu estil intenta aconseguir ser coloquial i, per tant, té certa importància en el periodisme brasiler, ja que el que vol és col·laborar amb la formació de noies brasileres, fet que no va passar a causa de la seva prematura mort, aproximadament un any després de la publicació del seu treball debut.